# Adis Mercedes
Adis Mercedes (šp. Addys Mercedes) je kubanska pjevačica i kompozitor. Od 1993. živi u Njemačkoj i na Tenerifeu.

## Diskografija

### Albumi
- (2001 Media Luna)
- (2003 Media Luna)
- (2012 Media Luna)

### Singlovi
- (2001 Media Luna)
- (2005 Media Luna)
- (2005 Media Luna)
- (2011 Media Luna)
- (2012 Media Luna)
- (2012 Media Luna)

### Remiksi
- (Toni Braun - Medija Luna)
- (Toni Braun - Medija Luna)
- (4tune twins - Medija Luna)
- (Andri Nalin - Medija Luna)
- ( - Medija Luna)
- (Guido Kraveiro - Medija Luna)
- (Ramon Zenker - Medija Luna)

## Spoljašnje veze
- Službena stranica Архивирано на веб-сајту  (20. октобар 2012)